# Cantonul Ligné
Cantonul Ligné este un canton din arondismentul Ancenis, departamentul Loire-Atlantique, regiunea Pays de la Loire, Franța.

## Comune
- Le Cellier
- Couffé
- Ligné (reședință)
- Mouzeil